# اصل آرگومان
در آنالیز مختلط، اصل آرگومان (یا اصل آرگومان کوشی) قضیه‌ای است که تفاوت بین تعداد صفرها و قطب‌های یک تابع مرومورفیک را به انتگرال روی یک خم از مشتق لگاریتمی تابع مرتبط می‌سازد.

الگو:جعبه اطلاعات قضیه ریاضی
اصل استدلال یا اصل استدلال کوشی (به انگلیسی: Argument Principle یا Cauchy's Argument Principle) یکی از قضایای پایه‌ای در آنالیز مختلط است که تفاوت تعداد صفرها و قطب‌های یک تابع مرومورف را به یک انتگرال مسیر از مشتق لگاریتمی تابع مربوط می‌سازد.

## صورت‌بندی
اگر تابع f درون و روی یک منحنی بستهٔ ساده C مرومورف باشد و هیچ صفر یا قطبی روی C نداشته باشد، آنگاه:
الگو:فرمول ریاضی
که در آن:
```
• 
Z
 تعداد صفرهای تابع f درون کانتور C است (با در نظر گرفتن 
چندگانگی
).
• 
P
 تعداد قطب‌های تابع f درون C است (با در نظر گرفتن 
مرتبه
 آن‌ها).
```

## حالت کلی
در حالت کلی، اگر تابع f در ناحیه‌ای باز و همبند از صفحهٔ مختلط مرومورف باشد و C منحنی بسته‌ای باشد که هیچ صفر یا قطبی از f را قطع نکند و درون ناحیه هموتوپیک با یک نقطه باشد، آنگاه:
الگو:فرمول ریاضی
که در آن:
```
• جمع نخست روی صفرهای تابع f (با احتساب چندگانگی)،
• و جمع دوم روی قطب‌های تابع (با احتساب مرتبه) انجام می‌شود.
```

در این‌جا n(C,z) عدد پیچش منحنی C به دور نقطه z است.

## تفسیر هندسی
انتگرال مسیر:
الگو:فرمول ریاضی
را می‌توان برابر با ۲πi برابر عدد پیچش تصویر f(C) حول مبدأ در نظر گرفت. با جایگذاری {{{1}}} خواهیم داشت:
الگو:فرمول ریاضی
این معادل است با i برابر تغییر کل آرگومان تابع f(z) هنگام پیمایش C که دلیل نام‌گذاری این قضیه نیز همین است. این نتیجه از رابطه:
الگو:فرمول ریاضی
و پیوند بین آرگومان و لگاریتم به‌دست می‌آید.